# Roda de Fogo (1986)
Roda de Fogo é uma telenovela brasileira produzida e exibida pela TV Globo de 25 de agosto de 1986 a 20 de março de 1987, em 179 capítulos. Substituiu Selva de Pedra e foi substituída por O Outro, sendo a 36.ª "novela das oito" da emissora.
Escrita por Lauro César Muniz e Marcílio Moraes, teve direção de Dennis Carvalho e Ricardo Waddington. A direção geral foi de Dennis Carvalho, com direção executiva de Paulo Ubiratan, sob a supervisão de Daniel Filho.
Contou com as atuações de Tarcísio Meira, Bruna Lombardi, Renata Sorrah, Cecil Thiré, Eva Wilma, Carlos Kroeber, Hugo Carvana, Paulo Castelli e Felipe Camargo.

## Enredo
Renato Villar é um rico empresário, ambicioso e sem escrúpulos, que faz qualquer coisa pelo poder. Após enviar dólares para o exterior e participar do assassinato do seu amigo Celso Rezende, que punha em risco sua reputação, Renato descobre um dossiê de irregularidades numa de suas empresas. Tenta resolver o problema junto com o advogado Mário Liberato, aproximando-se de Lúcia Brandão, uma juíza incorruptível, designada para julgar seu caso, com a intenção de suborná-la. Mas os dois acabam se apaixonando e Lúcia, que sempre fora uma mulher íntegra e honesta, passa a viver o conflito de julgar o homem a quem ama.
O diagnóstico de um tumor cerebral faz com que ocorra uma reviravolta na vida de Renato. Modifica radicalmente o seu comportamento e abandona a esposa Carolina, para ficar com Lúcia. Renato também começa a destinar parte dos lucros de seu grupo empresarial para uma instituição do terceiro setor, impulsionando maquiavelicamente a eliminação de todos os líderes que compunham o alto escalão do grupo financeiro, que o traíram. A partir daí, têm início uma história intensa de assassinatos e interesses particulares e uma permanente luta pelo poder, envolvendo pessoas até mesmo do regime militar. Outro objetivo na vida de Renato é conquistar o amor do filho Pedro, que nasceu de uma relação do empresário com a ex-guerrilheira Maura Garcez, que sofreu com a repressão do regime militar na juventude.

### Trama dos Assassinatos
No capítulo 137 (em 30/01/1987), Mário e Carolina unem-se para ter a maioria das ações do Grupo Renato Villar. Ele muda-se para a mansão Villar com seu mordomo Jacinto. Em uma recepção, Carolina anuncia a todos o casamento com Mário. Renato parte para cima dele e acerta-o no rosto com um soco. Com Mário na presidência do grupo, inicia-se a série de assassinatos orquestrada por Renato, contra os que o traíram. Renato não mata, apenas induz Mário a cometer os crimes. Sabe dos assassinatos, mas nada faz para impedi-los.
Werner Benson – capítulo 142 (05/02/1987)
Mário, em posse do dossiê contra Renato e Benson, o entrega ao juiz Labanca, que denuncia os envolvidos formalmente à Procuradoria Geral da República. Benson decide ir embora do Brasil e, sentindo-se traído por Mário, vende a Renato sua parte nas ações do grupo. Renato liga para Mário e mente que Benson possuía cartas de Celso Rezende que os incriminavam (Renato e Mário, o que os colocaria como suspeitos da morte de Celso) e que as entregaria à polícia como uma vingança pessoal. Mário então ordena que Jacinto mate Benson. Ele é assassinado em sua casa, com um tiro no peito, quando estava prestes a ir para o aeroporto.
Jacinto Donato – capítulo 148 (12/02/1987)
Ao matar Benson, Jacinto deixou uma coroa de flores junto ao seu corpo, o que levou a polícia descobrir que foi ele o assassino. Renato avisou Mário e este, sentindo-se ameaçado, ordenou que Anselmo matasse seu mordomo. Álvaro, capanga de Anselmo, saiu com Jacinto de carro e apontou uma arma para sua cabeça. Jacinto tentou fugir, mas foi encurralado pelo automóvel e acabou atropelado contra um muro. Procurado pela polícia, Jacinto foi dado como desparecido.
Felipe D´Avila – capítulo 155 (20/02/1987)
Paulo Costa deduz que Mário mandou matar Benson e que pode ser a próxima vítima. Convoca então uma reunião dos acionistas e consegue eleger-se vice-presidente do grupo com o apoio da maioria, inclusive de Renato e de Carolina (ela por causa de Renato). Paulo contrata Anselmo para matar Mário. O matador titubeia, mas aceita o trabalho. Ligando os fatos, Mário faz uma contraproposta a Anselmo: uma quantia maior para ele matar Paulo.
Felipe, sentindo-se ameaçado, decide ir embora para Paris, mas antes avisa Paulo de que ele corre perigo de vida. Mário descobre que Felipe está partindo e o atrai para seu apartamento. Felipe acaba morto por Anselmo e Álvaro, que somem com seu corpo. Álvaro embarca para Paris no lugar de Felipe, com documentos falsos. Como Felipe não dá mais notícias para a família, é dado como desaparecido pela polícia.
Paulo Costa – capítulo 167 (06/03/1987)
Pressionado por Renato e por Telma (que quer sair do país), Paulo – cada vez mais amedrontado, sem saber em quem confiar, Renato ou Mário – desiste do poder no Grupo Renato Villar e decide vender suas ações a Renato. Mário então arquiteta o assassinato de Paulo para incriminar Renato. Na noite em que Renato vai à casa de Telma para Paulo lhe vender suas ações, Mário atrai Telma até a mansão de Carolina, deixando Paulo sozinho para receber Renato.
Mário suborna o segurança de Paulo para que ele o mate. Quando Telma chega em casa, encontra Paulo boiando na piscina, da mesma forma que encontrou seu marido, Celso, no início da novela. Como Renato foi o último a estar com Paulo, se tornaria o principal suspeito. Porém, Mário não contava que Renato fosse à casa de Telma acompanhado de Lúcia, que testemunha a favor de seu amado (pondo, assim, fim à sua carreira de juíza).
Mário Liberato – último capítulo, 179 (20/03/1987)
Renato revelou a seus familiares e amigos que está com os dias contados por causa do angioma, inclusive a Carolina, que, farta de Mário, o expulsa de sua mansão. Renato pressiona Anselmo para que ele lhe revele onde os corpos de Felipe e Jacinto estão enterrados, prometendo proteção longe dali. Anselmo revela, mas afirma que matará quem o denunciar à polícia, se Renato ou Mário. Renato envia uma carta aos policiais incriminando Mário e indicando onde os corpos estão enterrados.
Enquanto isso, Renato atrai Mário para sua casa, para obrigá-lo a vender-lhe suas ações. Porém, Renato tem uma síncope e desmaia. Os policiais chegam à casa de Renato e encontram Mário no local, que afirma que Renato passou mal e desmaiou. Para surpresa de Mário, o corpo de Renato desapareceu. Mário é processado pelos crimes, mas consegue se safar. Denuncia Renato e Anselmo, mas os dois estão desaparecidos. No dia em que Mário é inocentado, acaba assassinado por Anselmo, que vai preso.
Passaram-se alguns meses. Renato continua desaparecido e ninguém sabe se está vivo ou morto. Ele fugiu para uma ilha paradisíaca (no Pacífico ou no Caribe). Antes, armou para que o Grupo Renato Villar ficasse nas mãos de sua família, o que obrigaria seus filhos, Pedro e Helena, a se unirem. Lúcia, grávida de Renato, recebe uma mensagem dele, pedindo sigilo, e parte em seu encontro na ilha. Renato morre nos braços de Lúcia, enquanto Pedro e Helena finalmente se entendem. Fim.[carece de fontes?]

## Elenco
| Intérprete          | Personagem              |
| ------------------- | ----------------------- |
| Tarcísio Meira      | Renato Villar           |
| Bruna Lombardi      | Lúcia Brandão           |
| Eva Wilma           | Maura Garcez            |
| Renata Sorrah       | Carolina D`Ávila Villar |
| Cecil Thiré         | Mário Liberato          |
| Felipe Camargo      | Pedro Garcez Villar     |
| Isabela Garcia      | Ana Maria D'Ávila       |
| Paulo Goulart       | Juiz Marcos Labanca     |
| Joana Fomm          | Telma Rezende           |
| Osmar Prado         | Rosário Patané (Tabaco) |
| Yara Côrtes         | Joana Garcez            |
| Percy Aires         | General Hélio D’Avila   |
| Paulo Castelli      | Felipe D'Avila          |
| Hugo Carvana        | Paulo Costa             |
| Carlos Kroeber      | Werner Benson           |
| Cássio Gabus Mendes | Celso Rezende Júnior    |
| Mayara Magri        | Helena D'Ávila Villar   |
| Lúcia Veríssimo     | Laís Brandão            |
| Ivan Cândido        | Anselmo Santos          |
| Cláudia Magno       | Vera Santos             |
| Jayme Periard       | Roberto Labanca         |
| Rodolfo Bottino     | Gilberto Ferreira       |
| Mário Lago          | Antônio Villar          |
| Sílvia Bandeira     | Alice                   |
| Gilberto Martinho   | Gilson Góes             |
| Cláudia Alencar     | Patativa Miranda        |
| Inês Galvão         | Isabel Almeida (Bel)    |
| Carla Daniel        | Marlene Soares          |
| Carlos Vergueiro    | Fernando Brandão        |
| Cláudio Curi        | Jacinto Donato          |
| Nelson Dantas       | Dr. Moisés Rodrigues    |
| Marta Overbeck      | Dra. Beatriz            |
| Cristina Sano       | Fátima Pires            |

### Elenco de apoio
| Ator/Atriz       | Personagem                                            |
| ---------------- | ----------------------------------------------------- |
| Paulo José       | Celso Rezende                                         |
| Regina Macedo    | Angelina                                              |
| Jandira Martini  | Filomena Liberato                                     |
| Rosi Campos      | Miriam                                                |
| Carlo Briani     | Psiquiatra de Maura                                   |
| Denis Derkian    | Luiz Otávio                                           |
| Guilherme Corrêa | não nomeado                                           |
| José de Abreu    | Adauto (participação especial, amante de Laís, cap.4) |
| Hemílcio Fróes   | Padre que casa Pedro e Ana Maria                      |
| Marcos Palmeira  | Rapaz que socorre Renato após um desmaio numa rodovia |

## Produção
A trama originalmente seria denominada Prova de Fogo, título este que seria novamente cogitado em 2017 para O Outro Lado do Paraíso.
A ideia básica da trama foi elaborada por diversos autores que compunham a Casa de Criação Janete Clair: Dias Gomes, Ferreira Gullar, Euclydes Marinho, Luiz Gleiser, Joaquim Assis, Marília Garcia e Antônio Mercado. A sinopse original da história pertence a Marcílio Moraes. Porém como ele era inexperiente como autor solo, a Globo convocou Lauro César Muniz pra desenvolver a trama, colocando Marcílio como coautor.
Os primeiros capítulos de Roda de Fogo foram gravados em Brasília, com a intenção de transmitir ao telespectador uma das discussões centrais da novela: a busca pelo poder, centrada na obsessão de Carolina d’Ávila (Renata Sorrah) em almejar o protagonista Renato Villar (Tarcísio Meira) como futuro Presidente da República. Posteriormente, a trama se centralizou na cidade do Rio de Janeiro, onde ficavam a residência e as empresas do protagonista.
Para a composição dos personagens, alguns atores optaram por mudanças em suas caracterizações: Renata Sorrah escureceu os cabelos e, pela primeira vez utilizou mega hair, passando ainda a utilizar um aplique capilar que imitava uma longa trança, presa por um laço de veludo; sempre presentes no figurino da personagem estavam as grandes ombreiras, que fizeram sucesso na época. Já Bruna Lombardi passou a adotar cabelos escuros - assim como em seu trabalho anterior, a minissérie Memórias de um Gigolô - com um corte no estilo chanel.
Inicialmente, Juca de Oliveira interpretaria Celso Rezende, personagem assassinado nos primeiros capítulos, contudo, Paulo José acabou por substituí-lo.
A telenovela demorou um tempo para cair no gosto do público, que não estava acostumado com um protagonista com perfil de vilão. Apenas com a humanização do personagem é que a história foi ganhando gosto e repercussão. O drama do personagem comoveu os telespectadores, que ficaram divididos entre a sua morte ou remissão.

## Exibição
Roda de Fogo foi reapresentada em Vale a Pena Ver de Novo de 21 de maio a 6 de julho de 1990, substituindo Pão Pão, Beijo Beijo e sendo substituída por Sassaricando, em 34 capítulos. Esta foi a reprise mais curta desde a existência da faixa. Especula-se que essa reprise foi escolhida a dedo pra ser exibida apenas durante a Copa do Mundo daquele ano.
Em 2018, o Viva anunciou a trama como substituta de Explode Coração às 23h30 e 13h30, mas por questões de estratégia do canal, foi trocada por A Indomada (1997).

### Outras mídias
Em 26 de abril de 2021, foi incluída no catálogo do Globoplay como parte do Projeto Resgate sem o capítulo 90, que não pôde ser recuperado pela plataforma. Em referência à trama, a plataforma também liberou a paródia Fogo no Rabo, do humorístico TV Pirata.

## Trilha sonora
O tema de abertura de Roda de Fogo era uma versão em estúdio da música "Pra Começar", de Marina Lima, extraído do álbum Todas Ao Vivo (1986). Tal versão só se encontra presente na execução da abertura, não estando sequer presente na trilha sonora nacional lançada em 1986 nem na discografia de Marina, sendo incluída na trilha sonora a versão ao vivo. Uma versão em estúdio foi lançada pela primeira vez por Marina para o álbum Novas Famílias, em 2018.

### Nacional
Capa: Tarcísio Meira como Renato Villar
| N.º            | Título                              | Música                  | Personagem                                          | Duração |  |
| 1.             | "Em Flor (Too Young)"               | Simone                  | Maura (Eva Wilma)                                   |         |  |
| 2.             | "Você"                              | Os Paralamas do Sucesso | Laís (Lúcia Veríssimo)                              |         |  |
| 3.             | "Tema de Ana Maria"                 | Clock                   | Ana Maria (Isabela Garcia)                          |         |  |
| 4.             | "Você Se Esconde"                   | Rádio Táxi              | Pedro (Felipe Camargo)                              |         |  |
| 5.             | "Viver é Deixar Rolar o Sentimento" | Wando                   | Junior (Cássio Gabus Mendes) e Vera (Cláudia Magno) |         |  |
| 6.             | "Pra Começar"                       | Marina Lima             | Abertura                                            |         |  |
| 7.             | "Transas"                           | Ritchie                 | Renato (Tarcísio Meira) e Lúcia (Bruna Lombardi)    |         |  |
| 8.             | "Alguém"                            | Kiko Zambianchi         | Tabaco (Osmar Prado)                                |         |  |
| 9.             | "Facho de Esperança"                | Mestre Marçal           | Gilson (Gilberto Martinho) e Joana (Yara Côrtes)    |         |  |
| 10.            | "Segredo"                           | Djavan                  | Telma (Joana Fomm)                                  |         |  |
| 11.            | "Nem um Toque"                      | Rosanah Fienngo         | Helena (Mayara Magri)                               |         |  |
| 12.            | "Música Urbana"                     | Capital Inicial         | Tema Geral                                          |         |  |
| Duração total: | Duração total:                      | Duração total:          | Duração total:                                      | 42:56   |  |

### Internacional
Capa: Bruna Lombardi como Lúcia Brandão
| N.º            | Título                           | Música           | Personagem                                          | Duração |  |
| 1.             | "Sweet Freedom"                  | Michael McDonald |                                                     |         |  |
| 2.             | "With You All The Way"           | New Edition      |                                                     |         |  |
| 3.             | "Invisible Touch"                | Genesis          |                                                     |         |  |
| 4.             | "Colors on My Blues"             | Reno Scott       |                                                     |         |  |
| 5.             | "New York, Rio, Tokyo"           | Trio Rio         |                                                     |         |  |
| 6.             | "You Can’t Get Out Of My Heart"  | Mike Francis     | Renato (Tarcísio Meira) e Lúcia (Bruna Lombardi)    |         |  |
| 7.             | "Sledgehammer"                   | Peter Gabriel    |                                                     |         |  |
| 8.             | "Holding Back the Years"         | Simply Red       |                                                     |         |  |
| 9.             | "The Finest"                     | The S.O.S. Band  |                                                     |         |  |
| 10.            | "Ancora Con Te"                  | Peppino di Capri | Maura (Eva Wilma)                                   |         |  |
| 11.            | "Sahara Night"                   | F. R. David      |                                                     |         |  |
| 12.            | "Why Worry"                      | Dire Straits     | Pedro (Felipe Camargo) e Ana Maria (Isabela Garcia) |         |  |
| 13.            | "It Won’t Be the Same Old Place" | James Warren     |                                                     |         |  |
| 14.            | "If Looks Could Kill"            | Heart            |                                                     |         |  |
| Duração total: | Duração total:                   | Duração total:   | Duração total:                                      | 49:54   |  |